# کاتا گاتامه
کاتا گاتامه (به ژاپنی: 肩固)-(به انگلیسی: Kata gatame) یکی از فنون و تکنیک‌های دستهٔ کاتامه-وازا رشتهٔ ورزشی جودو است که در زیردستهٔ دسته‌بندی می‌شود.